# Efflagitatus selanderi
Efflagitatus selanderi är en skalbaggsart som beskrevs av José Fernando Pacheco 1969. Efflagitatus selanderi ingår i släktet Efflagitatus och familjen strandgrävbaggar. Inga underarter finns listade i Catalogue of Life.